# Peithon (fils d'Agénor)

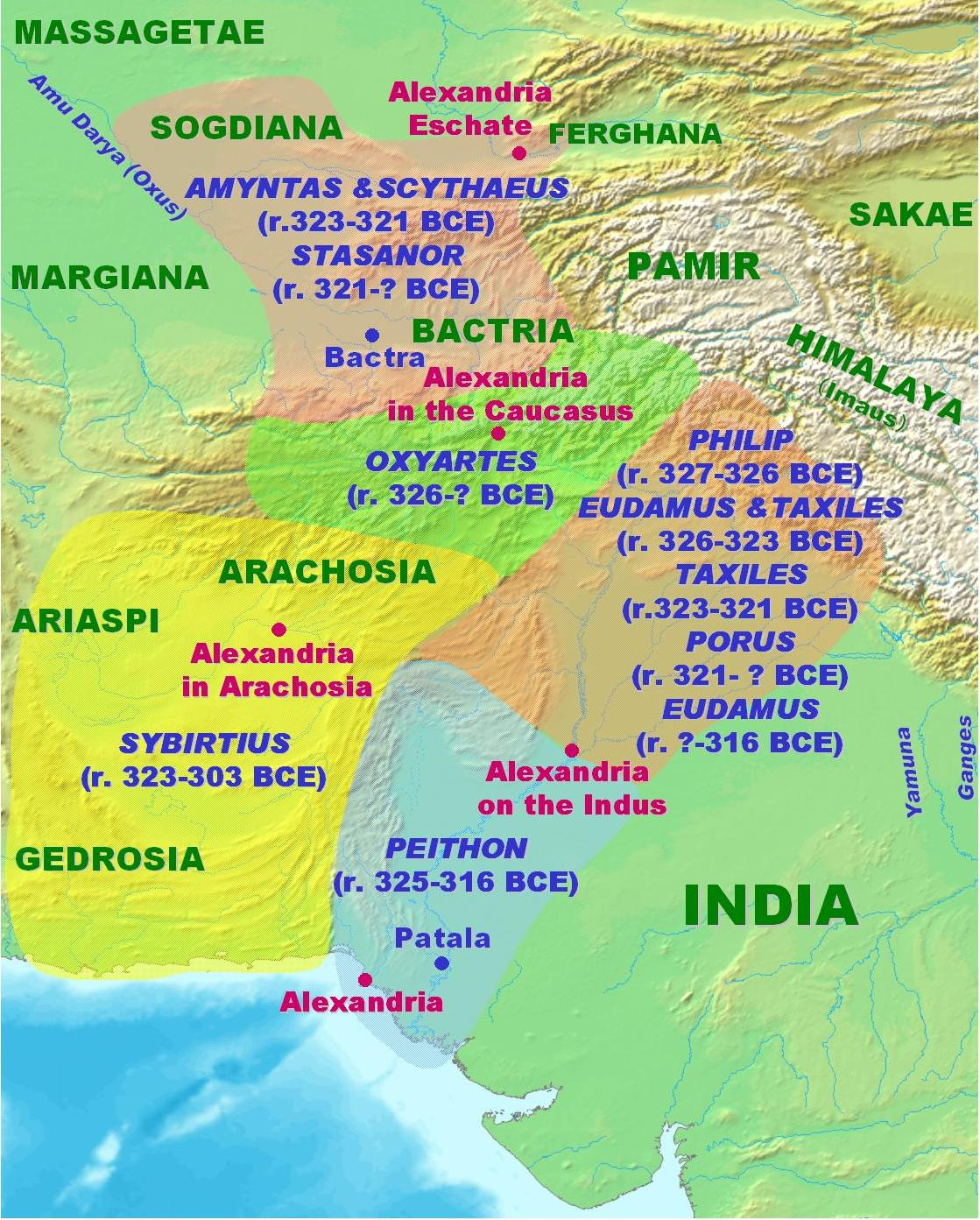
Les satrapies orientales après la mort d'Alexandre.

Peithon (en grec ancien Πείθων / Peithôn) est un officier macédonien sous le règne d'Alexandre le Grand. Il est satrape de l'Indus de 325 à 316 av. J.-C. Durant la guerre des Diadoques il prend le parti d'Antigone le Borgne. Il est satrape de Babylonie de 316 à 312. Commandant en second de Démétrios, il trouve la mort à la bataille de Gaza en 312.

## Biographie

### Sous le règne d'Alexandre
Les auteurs antiques stipulent qu'il est le fils d'Agénor afin qu'il ne soit pas confondu avec Peithon, le satrape de Médie. Il prend le commandement du bataillon de la phalange de Coénos, peut-être dès la bataille de l'Hydaspe (326 av. J.-C.). Il accompagne Alexandre contre les Malliens, capturant et asservissant ceux qui ont fui vers une forteresse voisine. Avec l'hipparque Démétrios, il dirige de nouvelles représailles contre les Malliens.
Il semble qu'en récompense de ses efforts et en raison de son expérience dans cette région, Alexandre le nomme satrape de l'Indus, une région allant de la confluence de l'Indus jusqu'à l'océan Indien, en incluant Patala. Comme satrape, il a amené le rebelle Musicanus à Alexandre qui le fait crucifier. 

### Pendant les guerres des Diadoques
Bien que Justin explique que Peithon a conservé sa satrapie après la mort d'Alexandre, il semble probable qu'il ait reçu la satrapie du Gandhara au sud de l'Indus lors des accords de Babylone. À Triparadisos, sa position est confirmée.
Il n'est pas fait mention de lui jusqu'en 315, au moment où Antigone le désigne satrape de Babylonie à la place de Séleucos qui a fui en Égypte. Il n'est pas possible de déterminer s'il a participé à la bataille de Gabiène ou s'il a été rappelé en Inde lorsque Antigone a réformé l'administration des satrapies orientales. Il est convoqué en Syrie par Antigone en 314/3, mais pas nécessairement relevé de sa satrapie, car aucun successeur n'est cité dans les sources. Peut-être en raison de son expérience en Inde avec les éléphants, il devient le commandant en second de Démétrios. En 313, Démétrios lui confie la défense de la Cœlé-Syrie alors qu'il tente en vain de faire face à ses adversaires en Cilicie. À la bataille de Gaza, contre Ptolémée, Peithon commande l'aile gauche de Démétrios. Il trouve la mort dans les combats, son corps est récupéré après la conclusion d'une trêve.

## Sources antiques
- Arrien, Anabase [lire en ligne] ; Succession d'Alexandre le Grand.
- Diodore de Sicile, Bibliothèque historique [détail des éditions] [lire en ligne], XIX.
- Justin, Abrégé des Histoires philippiques de Trogue Pompée [détail des éditions] [lire en ligne], XIII.